# Mike Papantonio
James Michael Papantonio (Arcadia, 24 de outubro de 1953), popularmente conhecido como Mike Papantonio, é um advogado, apresentador de televisão, escritor e apresentador de rádio estadunidense. Ele é co-apresentador do talk-show Ring of Fire da Air America Radio.